# Wielokulturowość

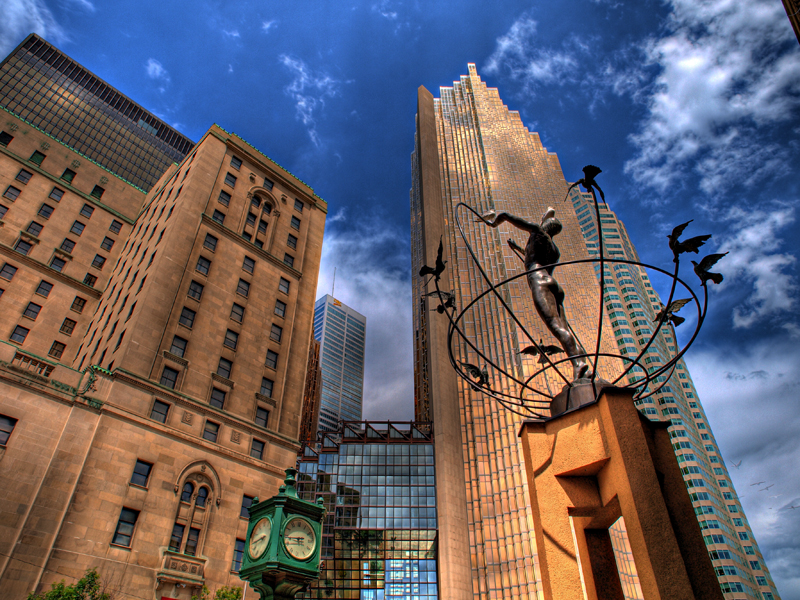
Pomnik ku czci wielokulturowości w Toronto, Kanada

Wielokulturowość (ang. multiculturalism) – obecność wielu różnorodnych kultur w obrębie jednego państwa lub polityka państwa wobec różnorodności kulturowej. Termin ma z jednej strony charakter opisowy, odnosi się do stanu faktycznego w wielu państwach, np. w Kanadzie, polegającego na istnieniu wielu różnych grup kulturowych, narodowych i religijnych w obrębie jednego państwa. Z drugiej strony wielokulturowość odnosi się do polityk prowadzonych przez państwa w celu wspierania i integrowania różnorodnych kultur funkcjonujących w obrębie jednego państwa (sens normatywny) .
Zwolennicy wielokulturowości w sensie normatywnym odrzucają ideał tygla narodów (ang. melting pot), w którym członkowie kultur mniejszościowych mają obowiązek asymilować się do jednej dominującej kultury. W jego miejsce postulują model, w którym wszystkie kultury, w tym te mniejszościowe mają prawo zachowywać swoją tożsamość i tradycje. Zwolennicy multikulturalizmu uznają, że tolerancja i akceptacja tożsamości kulturowej mniejszości nie wyklucza integracji imigrantów ze społeczeństwem, a wręcz umożliwia lepszą integrację, ponieważ gwarantuje równe i bardziej sprawiedliwe traktowanie każdego, niezależnie od pochodzenia .
Politykę opartą na zasadzie oficjalnego uznania i wspierania wielokulturowości prowadzi od 1988 roku Kanada. W Europie można zaobserwować proces tworzenia się wielokulturowości od II połowy XX wieku w takich społeczeństwach jak brytyjska, francuska czy niemiecka.

## Geneza pojęcia

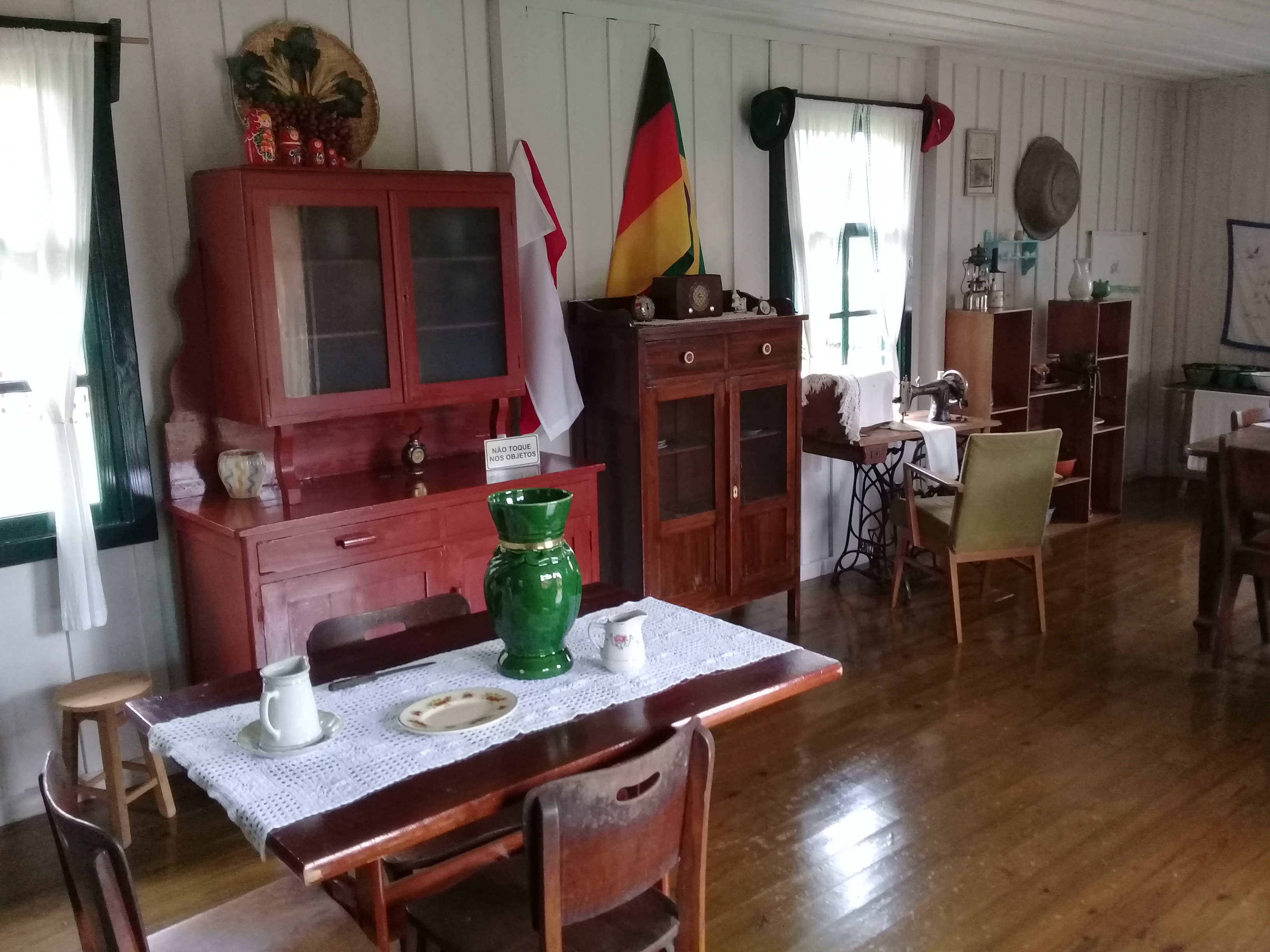
Dom z elementami ludzi z różnych państw, w tym Rosjan i Niemców, w Carambeí na południu Brazylii, miasto o większości pochodzenia holenderskiego

Pojęcie wielokulturowości stało się elementem debaty publicznej pod koniec lat 60. i na początku lat 70. XX wieku, gdy dwa państwa, Australia i Kanada, zadeklarowały poparcie dla tej idei. Do tego czasu Australia dopuszczała jedynie imigracje osób rasy białej, w 1971 uznano konieczność stworzenia społeczeństwa wielokulturowego, a w 1973 roku zniesiono rasowe kryteria dla imigrantów. Imigrantów zachęcano do integracji, a nie do asymilacji, co miało oznaczać, że przyjmują oni wzorce kultury australijskiej, ale zachowują elementy kultury pochodzenia. W Kanadzie polityka wielokulturowości wynikała z konfliktów pomiędzy społecznością francuskojęzyczną i anglojęzyczną. W 1969 roku uznano, że w kraju będą obowiązywać dwa języki oficjalne i dwie kultury: francuska i angielska. Pojawiła się wówczas kwestia innych społeczności żyjących w Kanadzie, zwłaszcza ludności rodzimej (Metysi kanadyjscy i Inuici) . W 1988 oficjalnie uznano prawa innych kultur, uchwalono tzw. ustawę o wielokulturowości (ang. Canadian Multiculturalism Act), Kanada została uznana za państwo wielu kultur .
W Europie idea wielokulturowości pojawia się po raz pierwszy w polityce ramowej dotyczącej integracji imigrantów uchwalonej w Wielkiej Brytanii w 1966 roku. Dokument ten był odpowiedzią na napływ imigrantów spoza Europy. Definiuje on integrację imigrantów jako „kulturową różnorodność połączoną z równością szans i atmosferą wzajemnej tolerancji”.

## Rodzaje polityk wielokulturowych

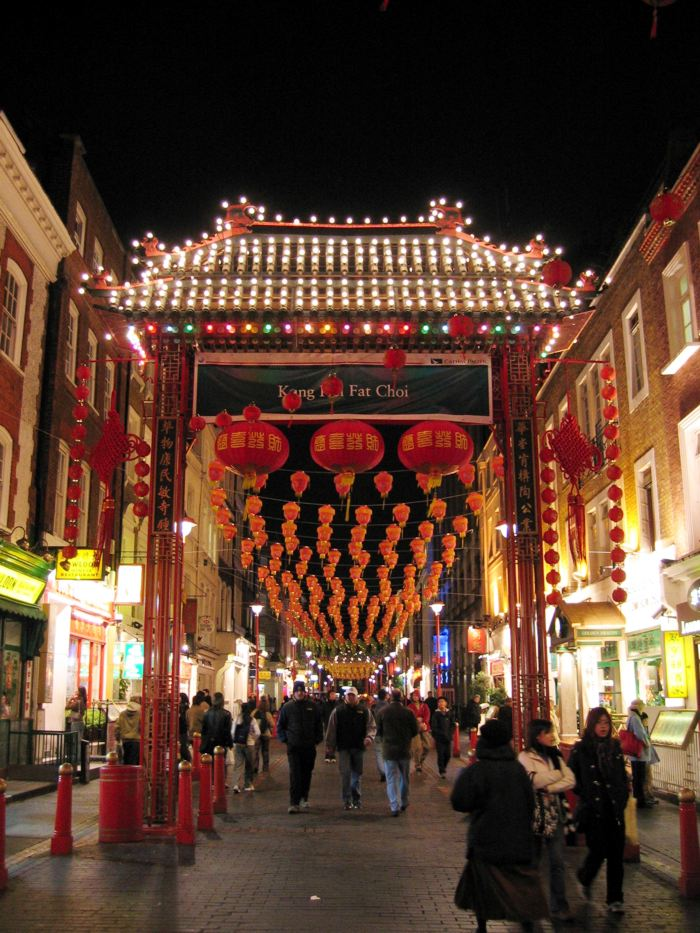
Chińska dzielnica w Londynie

Badacze zarysowali 8 punktów, które pozwalają na identyfikację danej polityki państwowej jako polityki wielokulturowej i stopnia w jakim dana polityka stosuje zasadę wielokulturowości.
1. Konstytucyjna, prawna lub parlamentarna afirmacja wielokulturowości na poziomie władzy centralnej i/lub lokalnej.
2. Zastosowanie wielokulturowości na poziomie programów szkolnych.
3. Uwzględnienie reprezentacji różnych kultur i narodowości w mediach publicznych lub w instytucjach licencjonujących media.
4. Wyjątki prawne dotyczące sposobu ubioru lub obchodzenia świąt (np. dotyczące pracy w niedzielę).
5. Zezwolenie na podwójne obywatelstwo.
6. Wsparcie finansowe państwa dla organizacji kulturalnych i narodowych innych nie-dominujących kultur.
7. Wsparcie dla edukacji dwujęzycznej lub edukacji w języku macierzystym.
8. Akcja afirmatywna dla grup dyskryminowanych.

Jeśli dane państwo stosuje przynajmniej 6 z 8 polityk uznaje się, że jest to „mocny” multikulturalizm, te, które stosują od 3 do 5 punktów (gdzie ocena połowiczna oznacza stosowanie pewnych elementów danej polityki) oceniane są jako multikulturalizm „umiarkowany”. Te, które stosują mniej niż 3 punkty, są uznane za „słaby” multikulturalizm. Przyjmując te kryteria uznaje się, że następujące państwa reprezentują różne typy multikulturalizmu.
| Rodzaj      | Państwa |
| ----------- | --- |
| Mocny       | Kanada, Australia |
| Umiarkowany | Belgia, Holandia, Nowa Zelandia, Szwecja, USA, Wielka Brytania                                                           |
| Słaby       | Austria, Dania, Francja, Finlandia, Niemcy, Grecja, Irlandia, Włochy, Portugalia, Norwegia, Hiszpania, Szwajcaria, Rosja |

## Wielokulturowość w różnych państwach

### USA
Stany Zjednoczone są jednym z przykładów krajów wielokulturowych. Napływ imigrantów z różnych stron świata spowodował powstanie mieszanki etnicznej, jak i mieszanki poglądów np. w USA zrodziło się chrześcijaństwo liberalne, jak i fundamentalne o skrajnie konserwatywnych poglądach (popierających chrześcijański rekonstrukcjonizm).

### Kanada

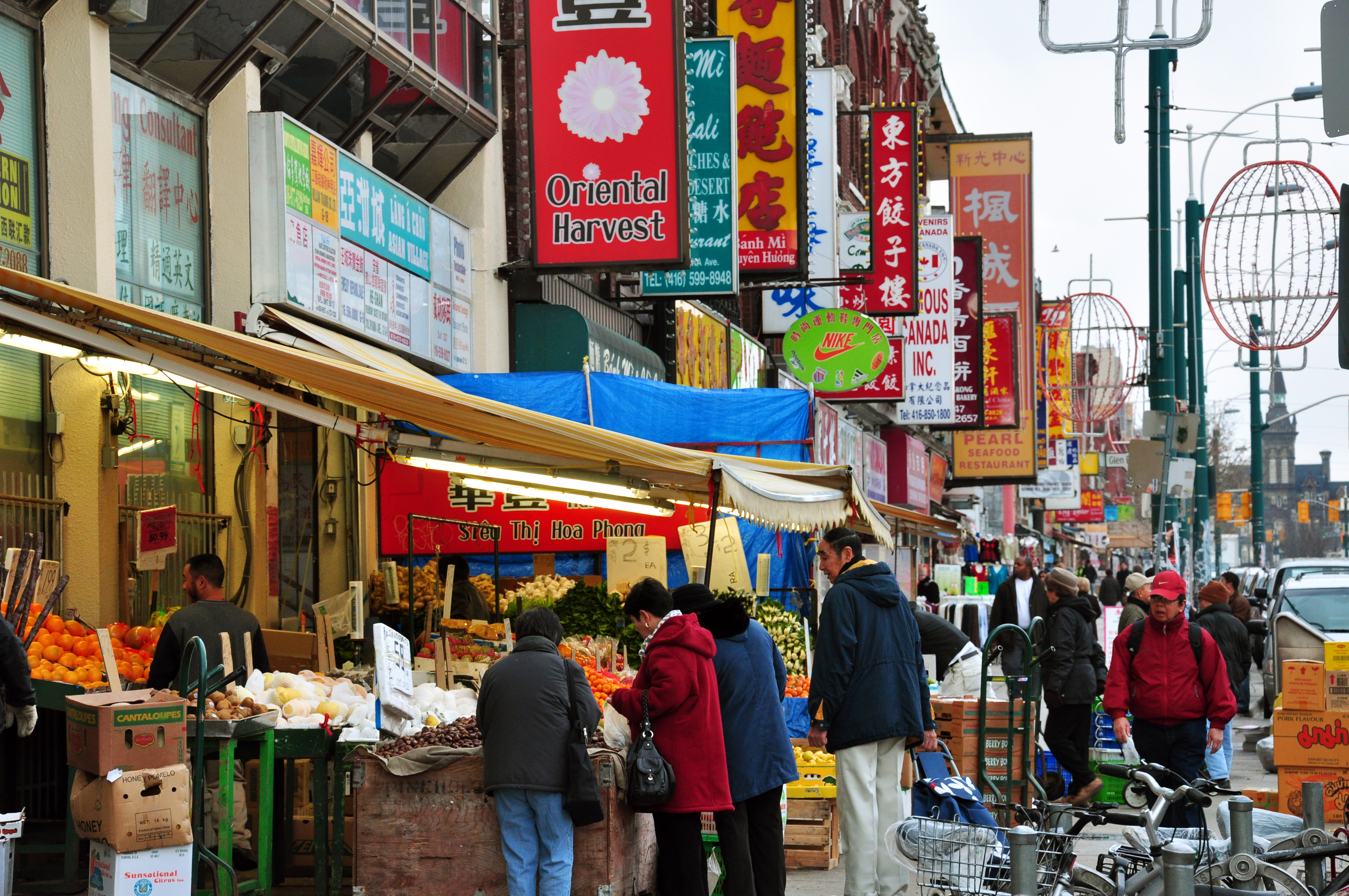
Chinatown w Toronto

Kanada jest postrzegana jako wzorcowy kraj wielokulturowy. Wielokulturowość to oficjalna polityka rządu federalnego od 1988 roku (uchwalenie ustawy o wielokulturowości). W 2016 roku wg oficjalnych danych w kraju mieszkali przedstawiciele 250 grup etnicznych, którzy mówili ok. 200 różnymi językami . Kraj stał się wielokulturowy w XX wieku. W 1871 roku 84% imigrantów w Kanadzie pochodziło z Wysp Brytyjskich . Do 1967 roku Kanada zezwalała na przyjazd jedynie osobom z USA i Europy. Imigracja spoza Europy i USA pojawiła się w latach 70 .
Grupy etniczne otrzymują szeroką pomoc finansową i merytoryczną od władz federalnych i często prowincjonalnych. W ramach gabinetu rządowego istnieje osobna teka ministerialna ds. wielokulturowości. Popierane jest prywatne szkolnictwo w językach innych niż oficjalne i istnieje możliwość zakwalifikowania programów takich szkół w ramach prowincjonalnych systemów szkół podstawowych i średnich. Przykładem tego może być polonijna szkoła im. Henryka Sienkiewicza w Edmontonie, w prowincji Alberta. Organizowane są tzw. festiwale etniczne, podczas których różne grupy prezentują swoje kultury i tradycje . W mediach promowane są różne kultury, rząd troszczy się o równą obecność przedstawicieli różnych kultur w mediach . W latach 80. uchwalono prawo zakazujące dyskryminacji w miejscu pracy .

### Niemcy

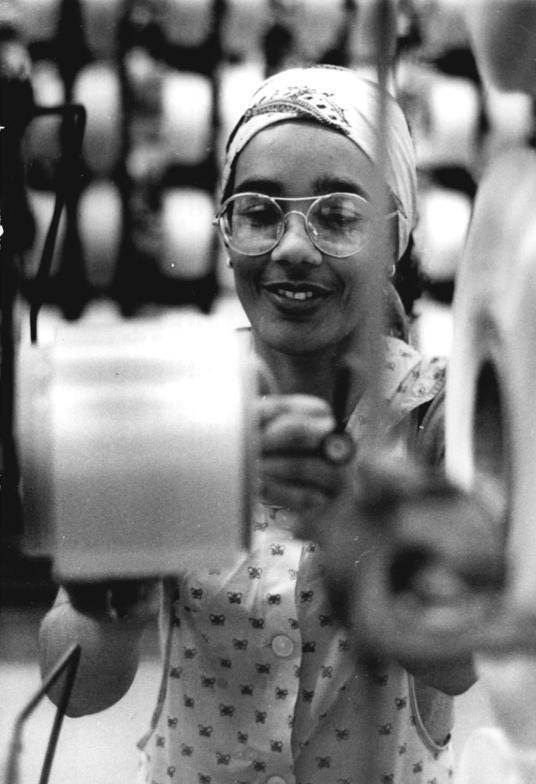
Pracowniczka gościnna (Gastarbeiter) z Kuby pracująca w Fabryce w NRD

Multikulturalizm nigdy nie był oficjalną polityką rządu niemieckiego i nie budził uznania społeczeństwa niemieckiego. Nie był popierany przez niemieckie partie polityczne, z wyjątkiem Zielonych, którzy w swoim programie jako jedyni pozytywnie odnoszą się do różnorodności kulturowej. Na skutek imigracji zarobkowej do Niemiec kraj stał się jednak de facto wielokulturowy. W 2017 roku w Niemczech zamieszkiwało ponad 19 mln osób z tłem migracyjnym, co stanowi 23% ludności Niemiec. Największe grupy z tłem migracyjnym to osoby pochodzące z Turcji (2,7 mln), Polski (2,1 mln) i Rosji (1,3 mln).
Tradycja niemiecka na początku XX wieku i po II wojnie uznawała, że przynależność do narodu niemieckiego jest dostępna tylko dla osób, których rodzice są Niemcami. Z tego względu imigranci spoza Europy, którzy przybywali do Niemiec po II wojnie światowej nie mieli szans na uzyskanie obywatelstwa. Po drugiej wojnie światowej do Niemiec na masową skalę przybywali imigranci ze wschodu (NRD, Europa Wschodnia). Byli oni jednak uznawani za Niemców, ponieważ mieli niemieckie korzenie. Emigracja ze wschodnich Niemiec została zatrzymana przez budowę muru.
Ze względu na brak rąk do pracy rząd niemiecki został zmuszony do zawarcia umów z innymi państwami, w których regulował zasady rekrutacji zagranicznych pracowników (umowa z Włochami 1955, Grecją 1960, Turcją 1961). Przybywający pracownicy byli traktowani jako Gastarbeiterzy, a więc osoby przybywające tymczasowo, nie wymagające integracji z niemiecką społecznością. Większość pracowników była rekrutowana do prac nie wymagających wykształcenia, do których najtrudniej było znaleźć pracowników w Niemczech, po zakończeniu kontraktów mieli oni wrócić do krajów pochodzenia. Pracownicy osiadali na ogół w specjalnych hotelach robotniczych. W 1973 roku w Niemczech było już 14 milionów imigrantów, 11 mln wyjechało z kraju w latach 70. na skutek kryzysu gospodarczego, 3 mln Turków pozostało jednak w kraju. W kolejnych latach liczba imigrantów rosła i w 2011 roku liczba osób urodzonych za granicą wynosiła 9% populacji. Pierwsze zmiany w prawie dotyczącym obywatelstwa uznające, że Niemcy są krajem imigrantów poczyniono w latach 90. XX wieku, a następnie w 2005 roku.
Imigracja tymczasowych pracowników osiadała głównie w dużych w miastach, imigranci osiadali na ogół w wybranych dzielnicach, co było wymuszone nieznajomością niemieckiego. W 1981 roku we Frankfurcie na 1000 mieszkańców przypadało 232 cudzoziemców, w Stutttgarcie 181 cudzoziemców na 1000 mieszkańców, a w Monachium 173 na 1000. Imigranci z Jugosławii, Włoch i innych państw europejskich byli na ogół akceptowani, imigranci z Turcji uznawani za „niezdolnych do integracji”. W latach 80. XX wieku imigracja budziła niezadowolenie społeczne, w badaniach społecznych ustalono, że 4/5 mieszkańców RFN zgadzało się ze stwierdzeniem: „mamy obecnie zbyt wielu cudzoziemców” i domagało się ograniczenia imigracji. Z drugiej strony dzieci imigrantów spotykały się z dyskryminacją i licznymi problemami wynikającymi m.in. z niedostatecznej znajomości języka niemieckiego, 2/3 dzieci pracowników tymczasowych (Gastarbeiterów) nie kończyło szkoły.
Pod wpływem niechęci do imigracji konserwatywny rząd Helmuta Kohla propagował hasło: „łódź jest pełna” i oferował cudzoziemcom specjalne talony w wysokości 10 500 marek na podróż powrotną do kraju pochodzenia. Około 140 tys. cudzoziemców wyjechało także w ramach programu wcześniejszych emerytur dla imigrantów. Wprowadzono także ograniczenia w programie łączenia rodzin i w prawie do azylu. Na krótko obniżyło to nieco liczbę cudzoziemców, ale wzrost gospodarczy i brak pracowników w latach 80. spowodował, że firmy ponownie zaczęły sprowadzać cudzoziemców.
W połowie października 2010 roku kanclerz Niemiec, Angela Merkel na spotkaniu z młodymi działaczami CDU stwierdziła, że polityka multikulti poniosła kompletną klęskę. Kanclerz Niemiec powiedziała, że w praktyce teoria społeczeństwa wielokulturowego nie sprawdziła się. Dotyczyć to ma szczególnie mniejszości muzułmańskiej. Również Horst Seehofer, lider bawarskiej CSU powiedział, że imigranci z krajów arabskich i Turcji nie chcą się integrować. Mulikulti nie żyje – stwierdził Seehofer.
Wypowiedzi niemieckich polityków można odczytywać jako wyraz braku poparcia dla polityki multikulturalizmu.

### Francja

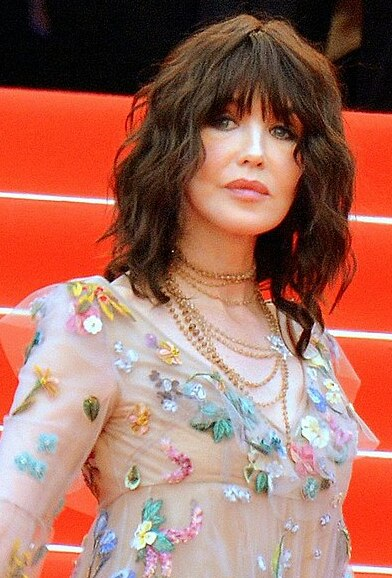
Isabelle Adjani, córka imigranta z Algierii

Po 1945 roku do Francji zaczęli przybywać imigranci z dawnych kolonii francuskich w Afryce Północnej. Odróżniali się oni od poprzednich fal imigrantów m.in. Polski, Rosji czy Hiszpanii ze względu na kolor skóry i wyznanie (islam). W 1969 komisja ekspertów uznała, że robotnicy z Maghrebu mają być traktowani wyłącznie jako pracownicy tymczasowi, a ich przybycie do Francji i pobyt w tym kraju mają być ściśle kontrolowane przez państwo na podstawie umów międzynarodowych z państwami pochodzenia imigrantów. Zarówno prawica, jak i lewica (partia komunistyczna) uznawała, że imigranci powinni powrócić do krajów pochodzenia po zakończeniu czasowego pobytu. W tym celu dzieci imigrantów były uczone arabskiego w szkołach. W 1974 uchwalono ustawę zakazującą jakiejkolwiek imigracji do Francji spoza Europy. W 1981 roku zakaz został zniesiony, przyznano także imigrantom z Afryki Północnej prawo do tworzenia własnych stowarzyszeń kulturalnych (prawa takie od dawna posiadali imigranci z Europy, np. z Polski).
W latach 70. Francja wrogo odnosiła się do idei wielokulturowości polegającej na afirmacji różnorodności kulturowej i narodowej. Postawę wobec różnorodności kulturowej determinuje idea laickości. We Francji istnieją dwa rozumienia laickości. Jedno z nich wyklucza afirmacje różnorodności kulturowej, oznacza bowiem, że przedstawiciele mniejszości religijnych nie powinni mieć prawa do publicznych modłów, noszenia określonych, religijnie umotywowanych, nakryć głowy, odmawiania konsumpcji niektórych rodzajów żywności w szkolnych restauracjach itd. Z drugiej strony zwolennicy wielokulturowości interpretują laickość w bardziej łagodny sposób. Twierdzą, że laickość oznacza wolność do wyrażania własnej tożsamości w szkole i sferze publicznej w takim stopniu, w jakim nie stanowi to zagrożenia dla innych.
Wielokulturowość jest we Francji przedmiotem krytyki. W 2011 Prezydent Francji Nicolas Sarkozy stwierdził, że „za bardzo koncentrowaliśmy się na tożsamości osoby, która do nas przyjeżdża, zamiast na tożsamości kraju, który udziela jej gościny. Należy szanować różnice kulturowe, ale nie można doprowadzać do tego, by różne społeczności się od siebie separowały”.